# Tom McGill
Thomas Peter Wayne McGill (Belleville, Ontario; 25 de marzo del 2000) es un futbolista profesional que juega como portero en el MK Dons de la League Two.
Nacido en Canadá, jugó desde la selección sub-16 hasta la sub-20 de Inglaterra, antes de decantarse por Canadá en 2023.

## Carrera en clubes
McGill nació en Belleville, Ontario, Canadá, de padre canadiense y madre inglesa, se mudó a Inglaterra a la edad de cuatro años con su madre después de que sus padres se separaron. Se unió a la academia de Brighton & Hove Albion en 2014, a los 14 años. El 30 de julio de 2018, McGill se unió a Worthing en calidad de préstamo por una temporada. Sin embargo, ocho días después, su préstamo en Worthing fue cancelado, después de que Lucas Covolan firmara con el equipo. El 31 de agosto se incorporó al Greenwich Borough también a préstamo, donde hizo su debut profesional, disputando un total de 11 partidos. El 11 de enero de 2019, el Brighton lo enviarían cedido al Basingstoke Town hasta el final de la temporada.
El 24 de enero de 2020, se unió al Crawley Town de la EFL League Two en calidad de préstamo hasta el final de la temporada, antes de reincorporarse al Crawley en un contrato de préstamo de una temporada el 2 de septiembre. El 12 de enero de 2021, luego de cinco cesiones (fue cedido dos veces al Crawley), finalmente regresó al Brighton.
Fue incluido en el banco de suplentes por primera vez el 3 de febrero, en una victoria por 1-0 contra el campeón defensor Liverpool, logrando su primera victoria de liga en Anfield desde 1982.
Debido al bajo nivel de Robert Sánchez, Jason Steele ocuparía el rol de arquero titular del equipo, dejando a McGill como el primer recambio durante las etapas finales de la temporada 2022-23. Ese mismo año, Brighton consiguió un lugar en la UEFA Europa League 2023-24 por primera vez en la historia del club, donde quedaron eliminados en octavos de final frente a la Roma.
El 24 de julio fue cedido al MK Dons de la League Two.

## Selección nacional

### Inglaterra
McGill jugó seis partidos internacionales con la selección sub-17 de Inglaterra. En marzo de 2019, participó con la Selección sub-19 de Inglaterra, pero permaneció sin minutos.

### Canadá
En marzo de 2023, McGill fue convocado por primera vez a la Selección mayor de Canadá para los partidos de la Liga de Naciones de la CONCACAF 2022-23 frente a Curazao y Honduras. El 19 de junio, McGill fue convocado para disputar la Copa Oro de la CONCACAF 2023, donde quedaron eliminados en cuartos de final frente a Estados Unidos. Finalmente, en junio de 2024, el entrenador Jesse Marsch convocó a McGill para disputar la Copa América 2024.

#### Participaciones en Copas América
| Torneo            | Sede           | Resultado    | Partidos | Goles |
| ----------------- | -------------- | ------------ | -------- | ----- |
| Copa América 2024 | Estados Unidos | Disputándose | 0        | 0     |

## Estadísticas
Última actualización: 15 de junio de 2024
| Club                                  | Temporada     | Liga     | Liga            | FA Cup   | FA Cup          | League Cup | League Cup      | Other    | Other           | Total    | Total           | Total |
| Club                                  | Temporada     | Partidos | Goles en contra | Partidos | Goles en contra | Partidos   | Goles en contra | Partidos | Goles en contra | Partidos | Goles en contra |       |
| ------------------------------------- | ------------- | -------- | --------------- | -------- | --------------- | ---------- | --------------- | -------- | --------------- | -------- | --------------- | ----- |
| Brighton & Hove Albion Inglaterra     | 2018–19       | 0        | 0               | 0        | 0               | 0          | 0               | —        | —               | 0        | 0               |       |
| Brighton & Hove Albion Inglaterra     | Total         | 0        | 0               | 0        | 0               | 0          | 0               | 0        | 0               | 0        | 0               |       |
| Worthing (cedido) Inglaterra          | 2018–19       | 0        | 0               | 0        | 0               | 0          | 0               | 0        | 0               | 0        | 0               |       |
| Worthing (cedido) Inglaterra          | Total         | 0        | 0               | 0        | 0               | 0          | 0               | 0        | 0               | 0        | 0               |       |
| Greenwich Borough (cedido) Inglaterra | 2018–19       | 14       | ?               | —        | —               | —          | —               | 0        | 0               | 14       | ?               |       |
| Greenwich Borough (cedido) Inglaterra | Total         | 14       | ?               | 0        | 0               | 0          | 0               | 0        | 0               | 14       | ?               |       |
| Basingstoke Town (cedido) Inglaterra  | 2018–19       | 11       | ?               | 0        | 0               | —          | —               | 0        | 0               | 11       | ?               |       |
| Basingstoke Town (cedido) Inglaterra  | Total         | 11       | ?               | 0        | 0               | 0          | 0               | 0        | 0               | 11       | ?               |       |
| Brighton & Hove Albion Inglaterra     | 2019–20       | 0        | 0               | 0        | 0               | 0          | 0               | 0        | 0               | 0        | 0               |       |
| Brighton & Hove Albion Inglaterra     | Total         | 0        | 0               | 0        | 0               | 0          | 0               | 0        | 0               | 0        | 0               |       |
| Crawley Town (cedido) Inglaterra      | 2019–20       | 0        | 0               | 0        | 0               | 0          | 0               | 0        | 0               | 0        | 0               |       |
| Crawley Town (cedido) Inglaterra      | 2020–21       | 1        | 1               | 1        | 2               | 1          | 3               | 2        | 4               | 5        | 10              |       |
| Crawley Town (cedido) Inglaterra      | Total         | 1        | 1               | 1        | 2               | 1          | 3               | 2        | 4               | 5        | 10              |       |
| Brighton & Hove Albion Inglaterra     | 2020-21       | 0        | 0               | 0        | 0               | 0          | 0               | 0        | 0               | 0        | 0               |       |
| Brighton & Hove Albion Inglaterra     | 2021-22       | 0        | 0               | 0        | 0               | 0          | 0               | 0        | 0               | 0        | 0               |       |
| Brighton & Hove Albion Inglaterra     | 2022-23       | 0        | 0               | 0        | 0               | 0          | 0               | 0        | 0               | 0        | 0               |       |
| Brighton & Hove Albion Inglaterra     | 2023-24       | 0        | 0               | 0        | 0               | 0          | 0               | 0        | 0               | 0        | 0               |       |
| Brighton & Hove Albion Inglaterra     | Total         | 0        | 0               | 0        | 0               | 0          | 0               | 0        | 0               | 0        | 0               |       |
| MK Dons Inglaterra                    | 2024–25       | 1        | 2               | 0        | 0               | 0          | 0               | 0        | 0               | 1        | 2               |       |
| MK Dons Inglaterra                    | Total         | 1        | 2               | 0        | 0               | 0          | 0               | 0        | 0               | 1        | 2               |       |
| Total carrera                         | Total carrera | 27       | 3               | 1        | 2               | 1          | 3               | 2        | 4               | 31       | 12              |       |